# Jenkínids
Els jenkínids (Jenkinidae) són una família d'esponges calcàries (Calcarea). Va ser descrita per Borojevic, Boury-Esnault i Vacelet el 2000.

## Gèneres
Els següents gèneres pertanyen a la família Jenkinidae:
- Anamixilla (Poléjaeff, 1883)
- Breitfussia (Borojevic, Boury-Esnault & Vacelet, 2000)
- Jenkina (Brøndsted, 1931)
- Leucascandra (Borojevic & Klautau, 2000)
- Polejaevia (Borojevic, Boury-Esnault & Vacelet, 2000)
- Uteopsis (Dendy & Row, 1913)